# Asociación de Autoras Románticas de España
La Asociación de Autoras Románticas de España (ADARDE), es una asociación fundada el 6 de noviembre de 2009 por 18 autoras de románticas españolas. Su objetivo es fomentar el género romántico y lograr que éste sea considerado como uno más dentro de la literatura en general, y está formado por autoras publicadas dentro del género de la novela rosa. Desde su fundación, alguna autoras se han ido uniendo y otras se han dado de baja. Sus presidentas fueron Raquel Barco González (alias Jezz Burning) y Gema Samaro, y su vicepresidenta es Megan Maxwell.. La Asociación permanece inactiva desde 2012.

## Miembros

### Miembros fundadoras
- Raquel Barco González (alias Jezz Burning)
- Megan Maxwell
- Lucía González Lavado
- Mónica Peñalver González (alias Caroline Bennet)
- María José López Sánchez (alias Josephine Lys)
- Claudia Velasco
- Anna Casanovas (alias Emma Cadwell)
- Rebeca Rodríguez Rus (alias Rebeca Rus)
- Carolina Lozano
- Pilar Cabero
- Teresa Cameselle
- Josefa Fuensanta Vidal Gómez (alias Amber Lake)
- Cristina Carvias Carrillo (alias Ebony Clark)
- María del Mar Carrión Martín (alias Mar Carrión)
- Lorena Cabo (alias Lena Valenti)
- May Beneito
- Montserrat Yedra Adell (alias Olivia Ardey)
- M. J. Sánchez

### Otros miembros
- Marta Andrés
- Rosana Briel
- Lucía de Vicente
- Virginia Domínguez Herrero
- Amaya Felices
- Carmen Pérez García (alias Menchu Garcerán)
- Lydia Leyte
- Iris Martinaya
- Ana Julia Martínez Fariña
- Encarna Magín García
- Helena Nieto Clemares
- Yolanda Quiralte Gómez
- Gema Samaro
- Patricia Sutherland
- Ana Ruiz Vivo (alias Ana R. Vivo)
- Verónica Valenzuela Cordero (alias Verónica Butler)
- Rocío Rodríguez Rodenas (alias Roxy Varlow)
- Anne Crosv